# Tlacuitlapán
Tlacuitlapán (del náhuatl A espaldas de algo: Tla "algo" y Cuitlapan "A espaldas de") o Zacatan (de ahí el gentilicio zacateca) fue un estado mesoamericano que floreció en el período posclásico mesoamericano, se extendía sobre una región al centro del actual estado de Zacatecas, sus habitantes pertenecían a la etnia de los zacatecos. Colindaba al sur con el Reino de Juchipila, al oeste con el de Colotlan, al oeste con los guachichiles de las salinas, al noreste con el Dominio de Xanal y al norte con el Reino de Zaín.
Los orígenes de Tlacuitlapan se remontan al siglo X, cuando varias ordas de invasores zacatecos llegan de las llanuras del Río Aguanaval al noroeste tomando las serranías del sur y el valle de tuitán, lugares donde reinaba el antiguo señorío de La Quemada, al pasar el tiempo los zacatecos desplazaron a los tecuexes y finalmente tomaron la capital de una manera violenta, incendiando la mayor parte de sus edificaciones, los zacatecos fundaron en la región un dominio de carácter monárquico llamado Tlacuitlapan, con capital en una aldea homónima en las faldas del Cerro de la Bufa, en la actual ciudad de Zacatecas.
El primer capitán español que llegó a la región fue Pedro de Almíndez Chirínos, quien acompañado por Xiconaque describió encontrar en un lugar llamado "El pueblo grande de los tzacatecos", ubicado en las faldas de un cerro, pepitas de plata con ayuda de los nativos del lugar, quienes se las regalaron en agradecimiento de los alimentos que él les ofreció. Describió un pueblo compuesto de un gran conjunto de casas circulares con techo de zacate y pobladores pacíficos quienes al entrar en guerra con un pueblo vecino hacían su fortaleza en la cima del cerro de La Bufa, desde donde lanzaban flechas al enemigo. Posteriormente Almíndez se retiró.
La llegada definitiva de los españoles al lugar sucedió en 1546, año en el que el capitán De Tolosa y sus caudillos llegan al lugar y fundan un pueblo llamado Zacatecas (En honor a sus antiguos pobladores), la antigua ciudad de Tlacuitlapan es demolida y re-fundada dos kilómetros al noroeste, formando uno de los barrios o pueblos de indios más grandes de esta ciudad junto con Mexicapan y El Niño.

## Geografía y territorio

### Territorio

#### División administrativa
No se tiene noticia de división administrativa entre los zacatecos de Tlacuitlapán, pero lo más probable es que se organizaran en un sistema primitivo de rancherías y caseríos dependientes a la capital tlacuitlapana, a la que se conectaban con un conjunto complejo de veredas. Los caseríos eran temporales y duraban el tiempo que predominara el animal a cazar en la región, mientras que las rancherías eran pequeñas localidades donde vivían algunas familias, principalmente las madres y sus hijos, quienes necesitaban un lugar concreto donde residir durante el proceso del embarazo y la infancia, los hombres poco tiempo se quedaban en estos poblados ya que se dedicaban a conseguir alimento para su familia.

#### Capital
A diferencia de los caseríos y rancherías la capital del señorío era una aldea populosa, ya que aquí se congregaban las diferentes familias y clanes en la época de festejos provenientes de diferentes parajes del reino. En la capital se encontraba el mercado en el que la sociedad comerciaba productos recolectados o producidos, e incluso mercaderes de otros señoríos llegaban al lugar, tal aldea se encontraba en las faldas del actual cerro de La Bufa. Tenía alrededor de 450 habitantes o incluso más según las narrativas españolas.

### Medio natural
El centro de Zacatecas tiene un clima semidesértico y árido en algunas ocasiones, sin embargo no siempre ha tenido el mismo clima, alrededor del siglo XII el clima de Zacatecas era más frío y húmedo que en la actualidad, durante la probable fundación de Tlacuitlapán el lugar se encontraba en el centro de un bosque de coníferas con clima de frío a templado, en la época actual tal bosque ha desaparecido y solo se conserva en la sierra Morones del sur de este estado. Probablemente este bosque estaba compuesto de encino, pino, pino azul, entre otros árboles de clima templado en verano y frío en invierno. A la llegada de los españoles la zona estaba intensamente cubierta por Zacate de altas dimensiones en lo alto de los cerros y de bosques de mezquite, huizache y encino en los valles.
La fauna del lugar comprendían especies de carnívoros como el coyote, oso y el puma, aves como el águila real y el gorrión y herbívoros como el venado cola blanca que es endémico de esta región.

## Literatura popular y leyendas

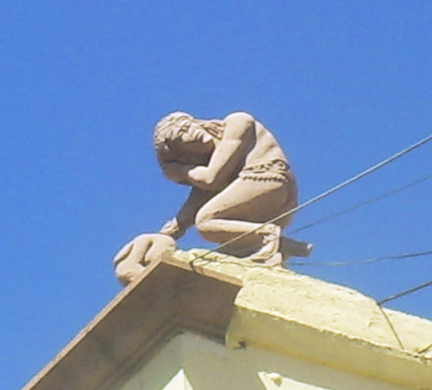
Estatua edificada en la ciudad de Zacatecas en honor a Xólotl, el "Indio triste".

En el Zacatecas actual aún se conservan algunas leyendas sobre este señorío precolombino, la más conocida de todas es la llamada Leyenda del Indio triste, que trata sobre el drama que vive la nobleza gobernante de Tlacuitlapan al llegar de los españoles en el año de 1548; Tlacuitl, el último tlatoani de Tlacuitlapan es detenido y metido a prisión, Xuchitl, su hija, es decir la princesa de este reino se encontraba infinitamente triste. Un día, burlando a los guardias llega Xolotl, aliado de Tlacuitl y gobernante del Señorío de Panuco a su auxilio, sin embargo encuentra a su aliado a punto de morir, el cual lo único que alcanza a hacer es darle la mano de su hija para convertirla en su prometida. Xuchitl a pesar de todo no lo amaba, ya que se había enamorado del hijo del capitán Juan de Tolosa: Gonzalo de Tolosa. Al morir Tlacuitl liberaron a sus servidores y ella se fue a vivir con ellos. Traicionando a su pueblo y a su prometido, Xuchitl se casó con Gonzalo siendo bautizada como María Isabel de Tolosa; Xolotl entró en tristeza profunda a causa de este suceso y se aisló del mundo, vivió en las ruinas del templo de Tlacuitlapán donde murió, en este lugar fue levantado el callejón de indio triste, que permanece hasta el día de hoy en la ciudad de Zacatecas.
La leyenda anteriormente descrita es fuente de algunos datos sobre la cultura precolombina en Zacatecas, como es el caso de su forma de gobierno y de su diplomacia con otros señoríos mesoamericanos.

## Barrio de Tlacuitlapán en el Zacatecas colonial
Artículo principal: Barrio de Tlacuitlapán
Al llegar los españoles la capital de Tlacuitlapan es destruida y reformada dos kilómetros al noroeste, los zacatecos habitantes de la antigua ciudad fueron llevados a trabajar en las minas repartiéndolos en los barrios de Tlacuitlapan, Mexicapan, El Niño, San Jose y Chepinque. Tlacuitlapan fue habitado principalmente por tlaxcaltecas, Mexicapán principalmente por Mexicas y Chepinque por Tarascos y Tecuexes.
Posteriormente se levantó la llamada Capilla de Tlacuitlapán para culto a la Virgen de los remedios, durante ese mismo periodo (1560-1570) se estableció en este lugar la sede principal de los Franciscanos en Zacatecas, terminando así la evangelización de los naturales, re-nombrando al barrio como Santa María Tlacuitlapán. Un lustro después estos fundaron también el Hospital de San Francisco en este mismo lugar.
Con el tiempo el barrio de Tlacuitlapán se fusionó con el de Mexicapán y estos con la ciudad de Zacatecas. En la actualidad conforma lo que ahora es la colonia llamada Pedro Ruiz González de dicha ciudad mexicana.